# Brangas caranus
Espèce
Brangas caranus est un papillon de la famille des Lycaenidae, de la sous-famille des Theclinae et du genre Brangas.

## Dénomination
Brangas caranus a été décrit par Caspar Stoll en 1780 sous le nom de Papilio caranus.
Synonyme : Thecla caranus, Hewitson, 1867.

### Nom vernaculaire
Brangas caranus se nomme Large Slate Hairstreak en anglais.

## Description
Brangas caranus est un petit papillon dont les pattes et les antennes sont annelées de noir et de blanc et qui possède une fine queue à chaque aile postérieure. 
Le revers est gris argent avec une plage rouge depuis l'aire basaje ornée de taches blanches cernées en partie de noir.

## Biologie
Sa biologie n'est pas connue.

## Écologie et distribution
Brangas caranus réside au Venezuela, à Trinité-et-Tobago, au Surinam et en Guyane,,.

### Biotope
Brangas caranus réside dans la forêt humide entre 200 m et 1 200 m.

### Protection
Pas de statut de protection particulier.